# Geotrygon albifacies
Geotrygon albifacies é uma espécie de ave da família Columbidae.
Pode ser encontrada nos seguintes países: El Salvador, Guatemala, Honduras, México e Nicarágua.
Os seus habitats naturais são: regiões subtropicais ou tropicais húmidas de alta altitude.